# 保平镇
保平镇，是中华人民共和国四川省南充市仪陇县下辖的一个乡镇级行政单位。

## 行政区划
保平镇下辖以下地区：
春树湾社区、板桥沟村、保平桥村、红豆湾村、一佛山村、观音庵村、一心桥村、二心桥村、三心桥村、子童寨村、一字山村、周家坝村、长石梯村、鲤鱼包村、阴草湾村、字库桥村、石垭口村、麻石垭村、药柏树村和凤仪庵村。